# Krunoslav Kern
Krunoslav Kern (Slavonski Brod, 2. prosinca 1935. – Slavonski Brod 12. ožujka 1992.), hrvatski slikar i likovni pedagog.

## Životopis
Rođen je 2. prosinca 1935. kao sin Radoslava Kerna i Jozefine rođ. Rop. 1954. godine je maturirao na Gimnaziji u Slavonskom Brodu i upisuje Višu pedagošku školu u Zagrebu – Likovnu grupu. 1956. godine kao student postavlja svoju prvu samostalnu izložbu u Muzeju Brodskog Posavlja u Slavonskom Brodu. 28. veljače 1959. je diplomirao Višu pedagošku školu u klasi prof. Mladena Veže. Sljedeće godine zapošljava se kao nastavnik u Osnovnoj školi "I. G. Kovačić" u Slavonskom Brodu.
1970. godine je postao članom Hrvatskog društva likovnih umjetnika. 1979. se uposlio u Centru za kulturu Slavonski Brod pri Radničkom sveučilištu "Đuro Salaj" na mjestu voditelja likovne djelatnosti. Bio je jedan od osnivača i voditelj Akvarelističke kolonije "Sava", koja djeluje i danas. 1982. je osnovao Crtačku i slikarsku školu "Albert Gruber", koja je radila pod njegovim vodstvom sve do početka Domovinskog rata. 1984. je diplomirao na Pedagoškom fakultetu u Rijeci i stječe zvanje profesora likovnog odgoja i likovnih umjetnosti. Umro je 12. ožujka 1992. u Slavonskom Brodu.

## Izložbe
Samostalne izložbe
- 1956., 1962., 1964. – Slavonski Brod
- 1970. – Slavonski Požega
- 1972. – Düsseldorf (Njemačka), Slavonski Brod
- 1973. - Sisak
- 1974. – Slavonski Brod, Vinkovci, Vojnić, Gvozd, Vukovar
- 1975. – Đakovo, Jajce (BiH), Nova Gradiška, Osijek, Slavonska Požega
- 1976. – Samobor, Slavonski Brod
- 1977. – Kumrovec
- 1978. – Jajce (BiH), Osijek, Zagreb
- 1979. – Maribor (Slovenija), Slavonski Brod
- 1980., 1981. – Zagreb
- 1984. – Našice, Zagreb
- 1985. – Slavonski Brod
- 1986. – Lubin (Poljska), Oriovac, Rijeka, Slavonski Brod, Vrpolje, Zagreb
- 1987. – Karlovac, Novo Mesto (Slovenija), Oberhausen (Njemačka), Opatija
- 1988. – Đakovo, Zagreb
- 1989. – Čačak (Srbija), Karlovac, Niš (Srbija), Osijek, Zrenjanin (Srbija)
- 1990., 1991. – Osijek, Zagreb
- 1995. – Slavonski Brod (retrospektivna postumna izložba)

Sudjelovao je na brojnim skupnim izložbama u domovini i u inozemstvu.

### Priznanja i nagrade
- 1973. – Spomen-diploma za rad na likovom odgoju.
- 1978. – Mjesto Kumrovec poklonilo je sliku Krunoslava Kerna (s motivom starog sela) predsjedniku SFRJ Josipu Brozu Titu prigodom njegovog posjeta rodnom kraju.
- 1980. – Otkupna nagrada "Grisia'80" – Rovinj.
- 1985. – Plaketa grada Slavonskog Broda.
- 1988. – Nagrada oslobođenja Slavonskog Broda.
- 2012. – Nagrada za životno djelo (postumno) "Zlatna Čaplja" – Slavonski Brod.
- Grad Slavonski Brod postavlja spomen-ploču na kuću u kojoj je živio i radio.